# Helina laxifrons
Helina laxifrons är en tvåvingeart som först beskrevs av Zetterstedt 1860.  Helina laxifrons ingår i släktet Helina och familjen husflugor. Arten är reproducerande i Sverige. Inga underarter finns listade i Catalogue of Life.